# Henckelové z Donnersmarku
Henckelové z Donnersmarku či německy Henckel von Donnersmarck (auf Gfell und Wesendorf) je šlechtický rod původem ze Spiše v Horních Uhrách, dnešního Slovenska. Rod vyšel z německojazyčného osídlení města Spišský Štvrtok, německy Donnersmarkt, což – s poněkud odlišným pravopisem – přešlo do názvu rodu. 

## Historie
Nejstarším známým členem rodiny je Henckel de Quintoforo, který žil na přelomu 14. a 15. století. Bratři Peter, Jakob a Nicholas Henckelové obdrželi roku 1417 erb od krále Zikmunda Lucemburského. 
K rakouské a uherské  šlechtě se rod řadí od roku 1593, kdy Lazar I. Henckel z Donnersmarcku (1551–1624) zvaný Starší poskytl v letech 1595 až 1600 císařské dvorní komoře ve Vídni vysokou půjčky na války proti Turkům a v roce 1603 se účastnil důních prací v banskobystrických měděných dolech. V roce 1607 byl potvrzen jeho šlechtský diplom, v roce 1608 získal český inkolát a v roce 1615 titul svobodných pánů. Jako finančník císaře Rudolfa II. položil skutečný základ bohatství svého rodu. Přestože seržval u luteránského vyznání, zastával vysoké státní funkce. Krátce před svou smrtí mu císař Ferdinand II. v roce 1623 přislíbil panství Beuthen (Bytom), Oderberg a Neudeck (Świerklaniec) v Horním Slezsku. 
V Čechách rod vlastnil například Larischovu vilu (Zámeček) v Pardubicích, ve Slezsku pak bohumínské panství, kde se také nachází hraběcí rodová hrobka. 
Ke významným členům rodu patří německý režisér Florian Henckel von Donnersmarck.